# Circuito Internacional di Vila Real
Il circuito internacional di Vila Real è un circuito cittadino lungo a 4.600 metri situato a Vila Real, in Portogallo. Presenta 24 curve e vi si disputa il campionato del mondo WTCC dal 2015 e quello europeo ETCC dal 2016. Il circuito originale, risalente al 1931 era lungo 7150 metri.